# 薄革叶冬青
薄革叶冬青（学名：Ilex subcoriacea）是冬青科冬青属的植物，是中国的特有植物。分布在中国大陆的四川等地，生长于海拔950米至2,000米的地区，多生长于山地灌木林中，目前已由人工引种栽培。